# Brinckochrysa tjederi
Brinckochrysa tjederi là một loài côn trùng trong họ Chrysopidae thuộc bộ Neuroptera. Loài này được Hölzel miêu tả năm 1987.